# Adamantinia miltonioides
Adamantinia miltonioides là một loài lan thuộc chi đơn loài Adamantinia của họ Lan (Orchidaceae). Tên được đặt theo địa danh nơi có loài lan này là Chapada Diamantina, Brasil.
Loài duy nhất có nguồn gốc từ khu vực Serra do Sincorá (Brasil, Bahia, Nam Mỹ). Nó phát triển phụ sinh ở độ cao vào khoảng 900m tại các vị trí có nắng. Cây có cụm giả hành 1 lá (hiếm khi có 2 lá), lá màu ô liu tối và dai, và có những chùm hoa dài. Hoa màu hồng tươi, cánh hoa và đài hoa màu giống nhau, môi dưới màu hồng hơi tối với thùy bên rất nhỏ.

## Hình ảnh

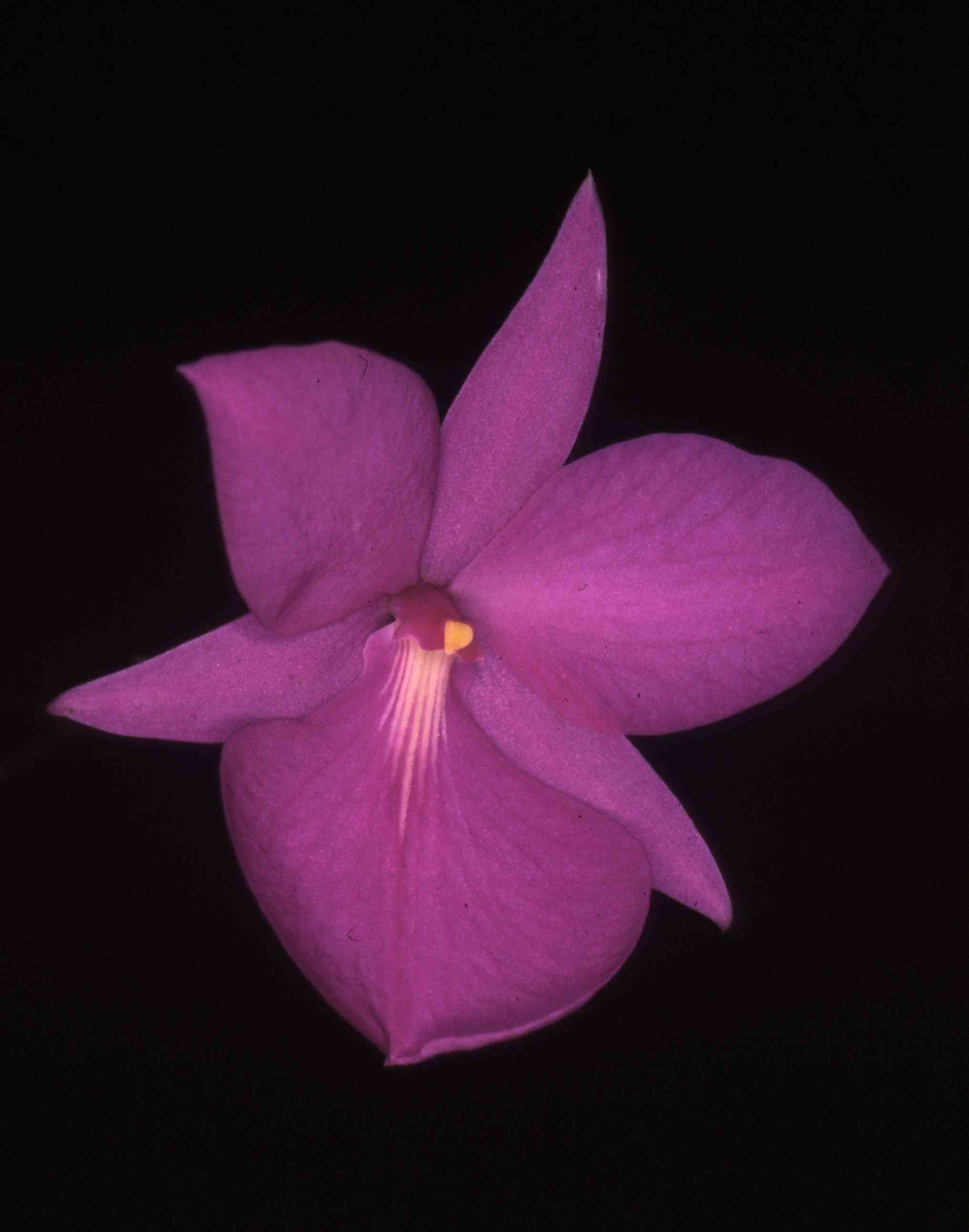